# Laniifera
Laniifera is een geslacht van vlinders van de familie van de grasmotten (Crambidae), uit de onderfamilie van de Spilomelinae. De wetenschappelijke naam voor dit geslacht is voor het eerst gepubliceerd in 1899 door George Francis Hampson.

## Soorten
- Laniifera cyclades (Druce, 1895)
- Laniifera rawlinsi Hayden, 2020